# Идзумо (город)
Идзумо (яп. 出雲市 Идзумо-си) — город в Японии, находящийся в префектуре Симане. Площадь города составляет 624,12 км², население — 170 313 человек (1 августа 2014), плотность населения — 272,89 чел./км². По численности населения занимает 2-е место в префектуре, и 3-е место в регионе Санъин после городов Мацуэ и Тоттори. Город Идзумо известен в Японии как родина синтоистских мифов, а также такими памятниками исторического и культурного наследия, как синтоистские храмы Идзумо-тайся и Суса-дзиндзя и многочисленные останки древних поселений.

## Мифология
Действие многочисленных синтоистских мифов Японии происходит в древнем регионе Идзумо, который поэтому называется «земля богов». Самыми известными мифами анналов «Кодзики», относящиеся к региону, являются:
1.Кунибики синва — «Миф о притяжении части суши», повествует о том, как часть корейской территории была притянута веревками из моря и присоединена к Японии.
2. Яматано ороти — «Миф о восьмиголовом змее», повествует о том, как бог Сусаноо спас принцессу Кусинада-химэ и взял её в жены, убив змея ороти.
3. Окунинуси-но-синва — «Миф о боге Окунинуси», повествует о том, как принцесса Ягами-химэ предпочла Окунинуси (племянник богини солнца Аматэрасу) 80 его братьям, а те решили в отместку его убить. Ему пришлось бежать в страну, где правил бог грома Сусаноо, там Окунинуси решил взять в жены дочь Сусаноо Сусэри-бимэ и проходил испытания, устроенные её отцом.

## Географическое положение
Город расположен на острове Хонсю в префектуре Симане региона Тюгоку. С ним граничат города Мацуэ, Ода, Уннан и посёлки Хикава, Иинан. Занимает западную часть одноимённой равнины и часть полуострова Симане.

## Население
Население города составляет 170 313 человек (1 августа 2014), а плотность — 272,89 чел./км². Изменение численности населения с 1980 по 2005 годы:
| 1980 | 142 451 чел. |  |
| 1985 | 145 937 чел. |  |
| 1990 | 146 201 чел. |  |
| 1995 | 146 214 чел. |  |
| 2000 | 146 960 чел. |  |
| 2005 | 146 307 чел. |  |

## Символика
Деревом города считается Pinus thunbergii, цветком — хризантема.